# PS 바리토 푸테라
PS 바리토 푸테라(인도네시아어: Persatuan Sepakbola Barito Putera)는 반자르마신를 연고로 하는 인도네시아의 축구단이다. 현재 리가 1에 참가하고 있다.

## 우승
- 리가 2: 2011-2012

## 선수 명단

### 현역
- 마이크 오트(2022 ~ )
- 레난 아우베스(2022 ~ )
- 구스타부 토칸틴스(2023 ~ )

## 같이 보기
- 페르시자 자카르타
- 반자르마신
- 인도네시아 축구 국가대표팀